# Brandon Barnes (baseballista)
Brandon Michael Barnes (ur. 15 maja 1986) – amerykański baseballista, który występował na pozycji środkowozapolowego.

## Przebieg kariery

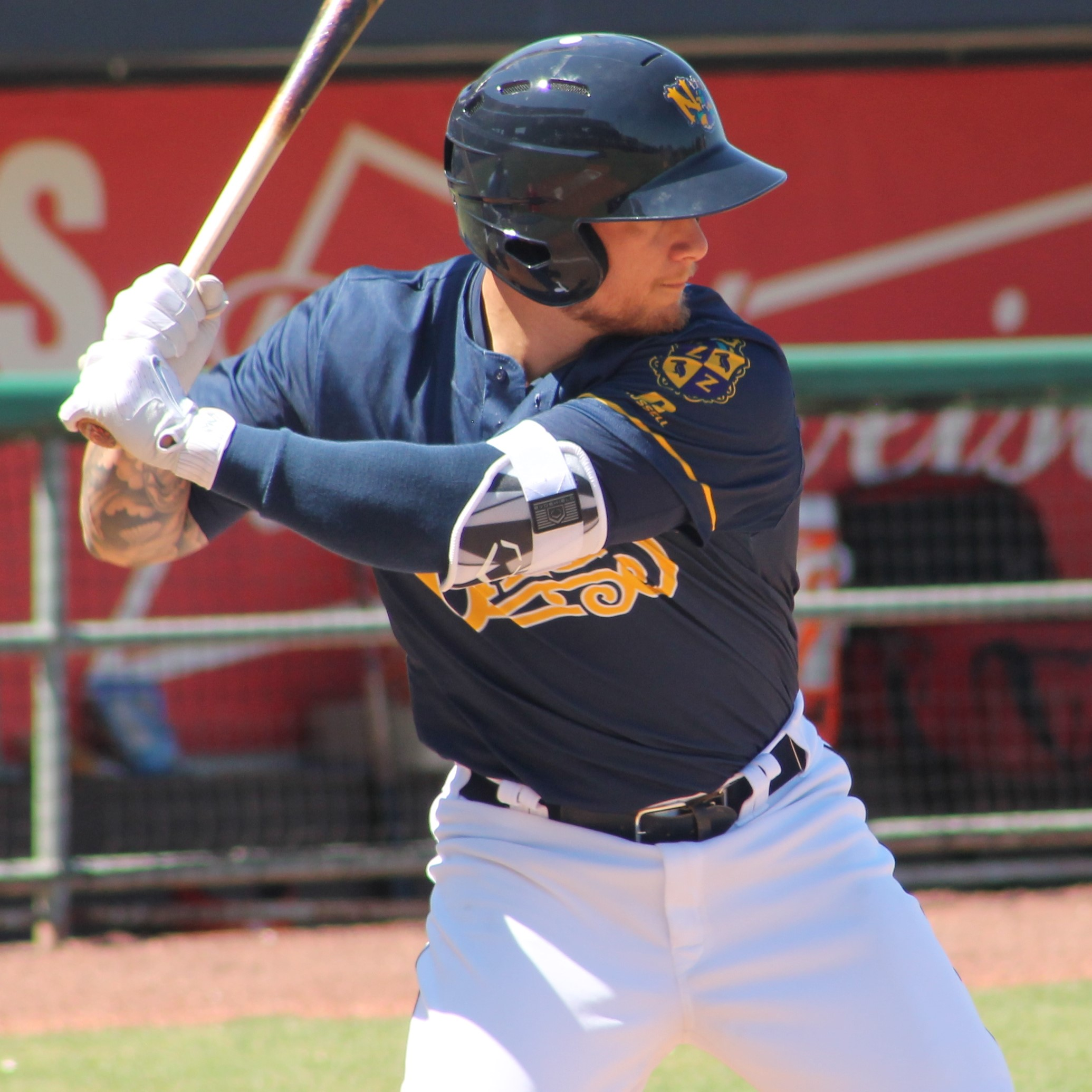
Brandon Barnes 2017

Barnes został wybrany w 2005 roku w szóstej rundzie draftu przez Houston Astros i początkowo grał w klubach farmerskich tego zespołu, między innymi w Oklahoma City RedHawks, reprezentującym poziom Triple-A. W Major League Baseball zadebiutował 7 sierpnia 2012 w meczu przeciwko Washington Nationals. 19 lipca 2013 w spotkaniu z Seattle Mariners zaliczył ósmy w historii klubu cycle.
W grudniu 2013 w ramach wymiany zawodników przeszedł do Colorado Rockies. 5 czerwca 2014 w meczu z Arizona Diamondbacks i dziewięć dni później w spotkaniu z San Francisco Giants zdobył inside-the-park home runa. We wrześniu 2016 został zwolniony z kontaktu.
3 stycznia 2017 podpisał niegwarantowany kontrakt z Miami Marlins, a 30 listopada 2017 związał się taką samą umową z Cleveland Indians. Większość sezonu 2018 spędził w Columbus Clippers z Triple-A. Do składu Indians powołanie otrzymał 4 września 2018.